# Dawn of the Black Hearts
The Dawn of the Black Hearts neslužbeni je (bootleg) album uživo norveškog black metal-sastava Mayhem. Album je "objavljen" 17. veljače 1995. godine, a objavila ga je neslužbena diskografska kuća Warmaster Records. Naslov albuma proizašao je iz teksta koji je Fenriz, iz Darkthronea napisao za sastava; tekst se nalazi na limitiranom izdanju EP-a Life Eternal iz 2009. godine.
Iako je album neslužbeno objavljen (bootleg), katkad se nalazi na službenoj listi diskografije sastava, primarno zbog priče iza fotografije s omota albuma, na kojoj se nalazi pjevač Mayhema Per "Dead" Ohlin, par sati nakon što je počinio samoubojstvo. Fotografiju fotografirao gitarist sastava Euronymous s jednokratnim fotoaparatom.

## Omot albuma
Album je poznat i kontroverzan zbog fotografije na omotu albuma, na kojoj se nalazi pjevač Dead (Per Yngve Ohlin), nekoliko sati nakon njega samoubojstva u travnju 1991. godine. Fotografiju je fotografirao gitarist Euronymous (Øystein Aarseth), ubrzo nakon što je ušao u štalu i otkrio Deadovo tijelo.
Euronymous je načinio ogrlice od komadića njegove lubanje, te ih je podijelio pripadnicima black metal zajednice, što uključuje i bubnjara Mayhema Hellhammera. Basistu sastava Necrobutcheru, gadilo se Euronymousovo ponašanje, zbog čega je napustio Mayhem, a zamijenio ga je Varg Vikernes iz Burzuma, koji je ubio Euronymousa dvije godine kasnije.

## Objava
Album je objavljen 1995. godine na ploči, u limitiranom izdanju od 300 kopija, koje je objavila diskografska kuća Warmaster Records, koju je vodio bubnjar kolumbijskog death metal-sastava Masacre, Mauricio "Bull Metal" Montoya, koji je također bio Euronymousov dopisni prijatelj. Originalna inačica sastojala se od pjesama s koncerta u Sarpsborgu, 28. veljače 1990. godine. Ime albuma i logotip sastava bio je u zlatnoj boji.
Album je ponovno objavilo mnoštvo neslužbenih diskografskih kuća. Neka izdanja sadrže i pjesme s prvog koncerta Mayhema u Skiu, 20. travnja 1985. godine, na kojem je pjevao Messiah. Neka izdanja tvrde kako su te pjesme s koncerta u Lillehammeru 1986. godine, na kojem je pjevao Maniac, ali sastav nije uopće svirao uživo te godine, a ni do kraja desetljeća. Svirali su u Lillehammeru tek nakon objave albuma Grand Declaration of War, godinama kasnije.
Album je konačno službeno objavljen 2017. godine, pod naslovom Live in Sarpsborg, koji koristi fotografiju Necrobutchera kao omot. Na ovom izdanju su pjesme remasterirane. Live in Sarpsborg  je jedan od mnogih albuma koji su dio Cursed in Eternity box seta iz 2018. godine, koji također sadrži nikad viđene video snimke nastupa u Sarpsborgu.

## Popis pjesama
Originalni popis pjesama (snimljeno 1990. godine, s Deadom kao pjevačem i Hellhammerom kao bubnjarom):
| 1.    | »Deathcrush«              | 3:36 |
| 2.    | »Necrolust«               | 4:19 |
| 3.    | »Funeral Fog«             | 6:38 |
| 4.    | »Freezing Moon«           | 6:06 |
| 5.    | »Carnage«                 | 4:18 |
| 6.    | »Buried by Time and Dust« | 5:46 |
| 7.    | »Chainsaw Gutsfuck«       | 3:59 |
| 8.    | »Pure Fucking Armageddon« | 3:15 |
| 37:57 |                           |      |

## Zasluge
Mayhem
- Dead – vokali
- Euronymous – gitara, fotografija
- Necrobutcher – bas-gitara
- Hellhammer – bubnjevi